# Neromia simplexa
Neromia simplexa là một loài bướm đêm trong họ Geometridae.